# سویل علی‌یوا
سویل علی‌یوا (ترکی آذربایجانی: Sevil Heydər qızı Əliyeva؛ زادهٔ ۱۲ اکتبر ۱۹۵۵) آهنگ‌ساز آذربایجانی و مؤسس شبکه تلویزیونی اسپیس است.

## زندگی‌نامه
سویل علی‌یوا ۱۲ اکتبر سال ۱۹۵۵ در باکو در آذربایجان شوروی زاده شد. مدرک کارشناسی زبان و ادبیات خود را از رشته شرق‌شناسی دانشگاه دولتی آذربایجان (۱۹۷۱ تا ۱۹۷۷) به دست آورد. بین سالهای ۱۹۷۷ تا ۱۹۸۰ به ادامه تحصیل در رشته شرق‌شناسی آکادمی علوم روسیه پرداخته و در سال ۱۹۸۱ با دفاع موفق از رسالهٔ دکتری خود، درجه علمی دکترای علوم تاریخ را کسب نمود.

## کارنامه
سویل علی‌یوا فعالیت‌های شغلی خود را به عنوان محقق در دانشکده شرق‌شناسی آکادمی علوم روسیه آغاز نموده و تا سال ۱۹۸۶ در آنجا مشغول به کار شد.
وی از نیمه اول دهه ۱۹۹۰ به یک چهره اجتماعی - سیاسی فعال و بنیانگذاران جنبش زنان در جمهوری آذربایجان تبدیل شد. ۳۰ ژوئن سال ۱۹۹۵ بود، که سویل علی‌یوا سکان هدایت «مجمع زنان آذربایجان» را در دست گرفت.
سویل علی‌یوا به همراه سه فرزندش از سال‌ها پیش در لندن، پایتخت بریتانیا، سکونت دارد.
او تعداد زیادی آهنگ، از جمله سوگواره‌ای موسوم به «مادر» ساخته‌است، که به مادر خود، ظریفه علی‌یوا، دانشمند آذربایجانی و همسر حیدر علی‌اف، رئیس‌جمهور پیشین آذربایجان اختصاص داده‌است.

## دیسکوگرافی
- گالری سویل

## خانواده
سویل علی‌یوا خواهر الهام علی‌اف، رئیس‌جمهوری آذربایجان و دختر «حیدر علی‌اف»، رئیس‌جمهور پیشین آذربایجان است.